# Пиккер, Прийт
Прийт Пиккер (эст. Priit Pikker; 15 марта 1986, Пайкузе, Пярнумаа) — эстонский футболист, вратарь.

## Биография
Начинал играть в футбол в клубах из Пярну в низших дивизионах чемпионата Эстонии. В 2007—2008 годах вместе с «Вапрусом» выступал в Мейстрилиге, дебютный матч сыграл 11 августа 2007 года против ТФМК (0:5), выйдя на замену в ходе матча вместо Вейко Пылдемаа. Затем полтора сезона вместе со своим клубом играл в Эсилиге.
В ходе сезона 2010 года перешёл в «Курессааре», где стал основным вратарём, однако клуб также был аутсайдером высшего дивизиона.
С 2012 года выступал за таллинскую «Левадию», но являлся в клубе запасным вратарём. Был дублёром сначала украинского легионера Романа Смишко (2012—2014), затем Сергея Парейко (2015), а с 2016 года — Сергея Лепметса. За это время только 16 раз выходил на поле в матчах чемпионата Эстонии.
По состоянию на начало 2020-х годов — тренер вратарей в клубе «Вапрус».

## Достижения
- Чемпион Эстонии (2): 2013, 2014
- Серебряный призёр чемпионата Эстонии (4): 2012, 2015, 2016, 2017
- Обладатель Суперкубка Эстонии (3): 2013, 2015, 2018 (во всех этих розыгрышах оставался в запасе)